# Liste der Kulturgüter in La Sonnaz
Die Liste der Kulturgüter in La Sonnaz enthält alle Objekte in der Gemeinde La Sonnaz im Kanton Freiburg, die gemäss der Haager Konvention zum Schutz von Kulturgut bei bewaffneten Konflikten, dem Bundesgesetz vom 20. Juni 2014 über den Schutz der Kulturgüter bei bewaffneten Konflikten sowie der Verordnung vom 29. Oktober 2014 über den Schutz der Kulturgüter bei bewaffneten Konflikten unter Schutz stehen.
Objekte der Kategorie A sind im Gemeindegebiet nicht ausgewiesen, Objekte der Kategorie B sind vollständig in der Liste enthalten, Objekte der Kategorie C fehlen zurzeit (Stand: 13. Oktober 2021).

## Kulturgüter
| Foto |                                                    | Objekt                            | Kat. | Typ | Standort                                            | Beschreibung |
| ---- | -------------------------------------------------- | --------------------------------- | ---- | --- | --------------------------------------------------- | ------------ |
| BW   | Datei hochladen · Wikidata zu Speicher (Q29695831) | Speicher / Grenier KGS-Nr.: 13235 | B    | G   | Cormagens, Route des Argillières 2a 576829 / 187130 |              |
| BW   | Datei hochladen · Wikidata zu Speicher (Q29695849) | Speicher / Grenier KGS-Nr.: 13236 | B    | G   | La Corbaz, Route de la Chapelle 47b 575302 / 187560 |              |